# Brycon orbignyanus
Brycon orbignyanus, auf Portugiesisch Piracanjuba, span. Salmón de Río gehört zu den Salmlerartigen (Characiformes) in Südamerika. Weitere Lokalnamen sind Salmón Criollo, Pirá Pytá, Pira Pita oder Pirapitanga. Der Name Brycon ist dem Altgriechischen entlehnt, wobei das Wort ebrykon, brykomai so viel wie beißen oder nagen bedeutet.

## Verbreitung
Das Vorkommen von Brycon orbignyanus beschränkt sich auf den Einzugsbereich des Rio Paraná, Río Uruguay und des La Plata.  in Argentinien, Brasilien, Paraguay und Uruguay. Sie kommt nicht in den verbundenen Flüssen Tietê, Rio Grande und Rio Paranapanema vor. B. orbignyanus lebt in großen und mittleren Flüssen des Tieflandes sowie Seen und Lagunen, die mit diesen verbunden sind.

## Beschreibung
Das Weibchen ist mit 80 Zentimetern Körperlänge wesentlich größer als das nur maximal 60 Zentimeter erreichende Männchen. Weibchen können zwischen acht und zehn Kilogramm schwer werden, Männchen nur bis ca. 3,5 Kilogramm. Das größte mit der Angel erbeutete Exemplar stammte aus dem Rio Paraná und hatte ein Gewicht von sechs Kilogramm und 70 Zentimetern Körperlänge. Der Körper ist langgestreckt und stromlinienförmig bis leicht hochrückig bei älteren Exemplaren. Die Rückenseite hat meist eine dunkelgraue bis blaugrüne Färbung, während die Flossen leuchtend orange gefärbt sind. Das Schuppenkleid an den Seiten ist stark silbrig. Am Schwanzstiel befindet sich ein charakteristischer schwarzer Fleck. Die Kiemenöffnung ist im Verhältnis zum kleinen Kopf nicht ganz proportional.

## Lebensweise
Die Art lebt benthopelagisch im schnell strömendem Wasser und ernährt sich überwiegend von Früchten, Resten von organischem Material, Samen und anderen Pflanzenteilen. Größere Exemplare zeigen z. T. ein räuberisches Verhalten und fressen Kleinfische.
Das Vorkommen von B. orbignyanus ist stark am Bestand von Ufervegetation gekoppelt.
Brycon orbignyanus besitzt ein ausgesprochenes Wanderverhalten. Die Laichzeit findet in der Regel in den Monaten Dezember bis Januar statt. Im Río Uruguay erreichen sie ihre Geschlechtsreife bereits im ersten oder zweiten Lebensjahr, im Rio Paraná erst im zweiten oder dritten. Die im Durchmesser 1,5 Millimeter großen Eier werden in der Nähe der Stromkante abgelegt. 16 Stunden nach Fertilisation beginnen die Larven bei einer Wassertemperatur von 26 °C zu schlüpfen.

## Gefährdungsstatus
Ökologische und klimatologische Faktoren sowie anthropogene Einflüsse haben nahezu zum Verschwinden der natürlichen Populationen von Brycon orbignyanus geführt.
Insbesondere im Flussbecken des Rio Paraná wurde durch intensiven Bau von Staudämmen (und die damit verbundene Unterbrechung der Laichwanderwege und Fragmentierung von Habitaten), Reduktion der Uferwälder und Überfischung stark am Rückgang der Population beigetragen. Am stärksten davon betroffen sind die größeren migratorisch lebenden Fischarten wie z. B. B. orbignyanus. Der Bestand von Brycon orbignyanus gilt als kritisch gefährdet. Durch wasserbauliche Maßnahmen sind auch die Überschwemmungen der Wälder im Flusstal des Paraná, dem ursprünglichen Lebensraum von B. orbignyanus, stark zurückgegangen.

## Wirtschaftliche Bedeutung
Aufgrund seines schnellen Wachstums und seiner Anpassungsfähigkeit an ein kontrolliertes System wie die Aquakultur hat Brycon orbignyanus das Interesse der Fischzüchter geweckt, was sowohl die Produktionssteigerung als auch die Konservierung der Wildtypbestände angeht. Brycon orbignyanus besitzt einen hohen wirtschaftlichen Wert.
Neben seiner Rolle als Speisefisch, hat Brycon orbignyanus auch als Sportfisch für Angler eine Bedeutung.